# Heinz Rieter
Heinz Rieter (* 9. September 1937 in Weimar) ist ein deutscher Wirtschaftswissenschaftler und Hochschullehrer.

## Leben und Wirken
Er wuchs in Erfurt auf, wo seine Mutter in der DDR-Zeit verschiedene Konsum-Filialen leitete. Nach dem Abitur, das Rieter 17-jährig ablegte, bewarb er sich um einen Studienplatz in Leipzig, um Germanistik zu studieren. Dieses Vorhaben wurde abgelehnt, und Rieter erhielt stattdessen einen Studienplatz für ein Lehramtsstudium. Dies war Auslöser für seine Entscheidung, die DDR zu verlassen und nach West-Berlin zu gehen. Er wartete mit diesem Vorhaben bis zu seinem 18. Geburtstag, damit seine Mutter keine Schwierigkeiten bekam und floh mit dem Fahrrad und einem Koffer nach West-Berlin. 1957 bis 1962 Studium der Wirtschaftswissenschaften, Fachrichtung Volkswirtschaft, an der FU Berlin mit Abschluss Diplom-Volkswirt; bedeutende akademische Lehrer: Andreas Paulsen und Joachim Tiburtius. Anschließend bis 1966 Wissenschaftlicher Assistent am Institut für Sozialpolitische Forschung. Anschließend begleitete er seinen Doktorvater Rudolf Schilcher an die damals neu gegründete Ruhr-Universität Bochum. Dort war Rieter Wissenschaftlicher Assistent und seit 1982 Akademischer Rat am Seminar für Theoretische Wirtschaftslehre.
Von 1984 bis zur Emeritierung im Jahr 2004 Professor für Volkswirtschaftslehre an der Universität Hamburg und mehrmals Direktor des Instituts für Wirtschaftssysteme, Wirtschafts- und Theoriegeschichte; spezielle Lehr- und Forschungsgebiete: Methoden und Geschichte der Wirtschaftswissenschaft, Geldtheorie und Geldpolitik; Gründungsmitglied des Dogmenhistorischen Ausschusses (jetzt: Ausschuss für die Geschichte der Wirtschaftswissenschaften) im Verein für Socialpolitik, Ausschussvorsitzender 1990 bis 1994. Seit 2019 ist Heinz Rieter Honorary Member der European Society for the History of Economic Thought.

## Veröffentlichungen (Auswahl)
- Die gegenwärtige Inflationstheorie und ihre Ansätze im Werk von Thomas Tooke, Berlin und New York, Walter de Gruyter, 1971, Reprint 2019, ISBN 978-3-11-001958-2
- Geldwertstabilität aus der Sicht privater Haushalte. In: Stabilisierungspolitik in der Marktwirtschaft, hrsg. von H. K. Schneider et al., Berlin: Duncker & Humblot, 1975, S. 169–198, ISBN 3-428-03558-5
- Zur Rezeption der physiokratischen Kreislauf-Analogie in der Wirtschaftswissenschaft. In: Studien zur Entwicklung der ökonomischen Theorie III, hrsg. von H. Scherf, Berlin: Duncker & Humblot, 1983, S. 55–99, ISBN 3-428-05450-4
- Quesnays Tableau Economique als Uhren-Analogie. In: Studien zur Entwicklung der ökonomischen Theorie IX, hrsg. von H. Scherf, Berlin: Duncker & Humblot, 1990, S. 57–94, ISBN 3-428-06986-2
- „The ideas of German Ordoliberalism 1938-45: pointing the way to a new economic order“. In: The European Journal of the History of Economic Thought, Vol. 1, 1993, S. 87–114 (mit Matthias Schmolz), russische Übersetzung 2004, ISSN 0967-2567
- „Historische Schulen“. In: Geschichte der Nationalökonomie, hrsg. von O. Issing, 4. Aufl., München: Vahlen, 2002, S. 131–168, ISBN 3-8006-2804-X
- Walter Bagehot – Politischer Ökonom und Publizist im Viktorianischen Zeitalter. In: Vademecum zu einem Klassiker der Banktheorie und Geldpolitik, hrsg. von B. Schefold, Düsseldorf: Wirtschaft und Finanzen, 1996, S. 45–111, ISBN 3-87881-105-5
- Quantity Theory of Money. In: The Elgar Companion to Classical Economics, L - Z, ed. by H. D. Kurz and N. Salvadori, Cheltenham: Edward Elgar, 1998, S. 239–248, ISBN 1-85898-282-0
- Die währungspolitische Maxime der Deutschen Bundesbank aus ideengeschichtlicher Sicht. In: Jahrbuch für Wirtschaftsgeschichte, 2009, S. 151–176, ISBN 978-3-05-004573-3
- Autobiographien und Memoiren von Ökonomen. In: Studien zur Entwicklung der ökonomischen Theorie XXII, hrsg. von C. Scheer, Berlin: Duncker & Humblot, 2009, S. 117–361, ISBN 978-3-428-13017-7
- Die Anfänge der Wirtschaftswissenschaft an der Freien Universität Berlin. Personen, Institutionen, Konflikte. In: Studien zur Entwicklung der ökonomischen Theorie XXV, hrsg. von C. Scheer, Berlin: Duncker & Humblot, 2010, S. 25–200, ISBN 978-3-428-13436-6
- Johann Heinrich von Thünen in seinen Briefen – Ein Leitfaden. In: Johann Heinrich von Thünen. Briefe. Marburg: Metropolis, 2011, S. 31–86, ISBN 978-3-89518-767-4
- Ökonomen im Dienste der nationalsozialistischen Raumplanung und ‚Raumforschung‘. In: Studien zur Entwicklung der ökonomischen Theorie XXIX, hrsg. von H. M. Trautwein, Berlin: Duncker & Humblot, 2014, S. 239–332, ISBN 978-3-428-84384-8
- Zum Einfluss emigrierter und remigrierter Ökonomen auf die Wirtschaftslehre und Wirtschaftspolitik in Deutschland nach 1945. In: Belastete Beziehungen, hrsg. von K. Heinsohn und R. Nicolaysen. Göttingen: Wallstein, 2021, S. 248–284, ISBN 978-3-8353-3776-3
- Eduard Heimann – ein neues Bild des Lebens. In: Björn Engholm, Dieter Koch, Christian Wiechel-Kramüller: HWP – Lernen. Lehren. Leben. Absolventinnen und Absolventen der Hochschule für Wirtschaft und Politik erinnern sich. Suhlendorf: Bahn-Media Verlag, WIEKRA Wissen, 2022, Seite 58–59, ISBN 978-3-940189-23-3
- Als Herausgeber: Studien zur Entwicklung der ökonomischen Theorie, XII – XV, 1992 – 1996, ISBN 3-428-07535-8, ISBN 3-428-07861-6, ISBN 3-428-08458-6, ISBN 3-428-08492-6
- Als Herausgeber: Beiträge zur Geschichte der deutschsprachigen Ökonomie, Marburg: Metropolis, seit 2000.
- Als Herausgeber: Mit Joachim Zweynert: Economic Styles in the Process of EU Eastern Enlargement, Baden-Baden: Nomos, 2009, ISBN 978-3-8329-4684-5